# Fords
Fords és una concentració de població designada pel cens dels Estats Units a l'estat de Nova Jersey. Segons el cens del 2000 tenia 15.032 habitants.

## Demografia
Segons el cens del 2000, Fords tenia 15.032 habitants, 5.591 habitatges, i 4.014 famílies. La densitat de població era de 2.240,9 habitants/km².
Dels 5.591 habitatges en un 31,6% hi vivien nens de menys de 18 anys, en un 56,7% hi vivien parelles casades, en un 10,9% dones solteres, i en un 28,2% no eren unitats familiars. En el 23,4% dels habitatges hi vivien persones soles el 10,2% de les quals corresponia a persones de 65 anys o més que vivien soles. El nombre mitjà de persones vivint en cada habitatge era de 2,69 i el nombre mitjà de persones que vivien en cada família era de 3,21.
Per edats la població es repartia de la següent manera: un 22,5% tenia menys de 18 anys, un 7% entre 18 i 24, un 32,9% entre 25 i 44, un 22,4% de 45 a 60 i un 15,3% 65 anys o més.
L'edat mediana era de 38 anys. Per cada 100 dones de 18 o més anys hi havia 92,4 homes.
La renda mediana per habitatge era de 61.015 $ i la renda mediana per família de 68.652 $. Els homes tenien una renda mediana de 49.141 $ mentre que les dones 36.591 $. La renda per capita de la població era de 25.917 $. Aproximadament el 2,4% de les famílies i el 3,4% de la població estaven per davall del llindar de pobresa.

## Poblacions més properes
El següent diagrama mostra les poblacions més properes.